# O Conciliador
O Conciliador foi um periódico publicado no Rio de Janeiro, então capital do Brasil, à época do Primeiro Reinado.
Publicado em 1828, no contexto da crise do Primeiro Reinado, apresentava linha editorial conservadora. Afirma-se que seria protegido pelo Imperador D. Pedro I (1822-1831).
Em 2005 também foi criado o portal O Conciliador, com a missão de ser lembrado pela divulgação de informações jurídicas, notícias, artigos, jurisprudências, e tudo que ocorre nos bastidores dos Tribunais de Justiça do Brasil.
1. ↑  Conciliador, O. «Sobre». O Conciliador. Consultado em 17 de junho de 2021